# تركي الشمري (لاعب كرة قدم مواليد 2000)
تركي خميس الشمري لاعب كرة قدم سعودي يلعب في نادي القلعة كلاعب وسط .

## مسيرة اللاعب
لعب في نادي التضامن ونادي الطائي ونادي القلعة ونادي الجندل ونادي عرعر.